# Friedrich Paulus
Friedrich Wilhelm Ernst Paulus (Guxhagen, 23 settembre 1890 – Dresda, 1º febbraio 1957) è stato un generale tedesco, feldmaresciallo durante la seconda guerra mondiale.
Dopo una brillante carriera principalmente nello stato maggiore generale della Wehrmacht, alla fine del 1941 ricevette il comando della 6ª Armata, la più grande e potente armata tedesca, che condusse inizialmente con successo durante l'offensiva estiva del 1942 sul fronte orientale. A partire dal settembre 1942 dovette affrontare la logorante e cruenta battaglia di Stalingrado e non riuscì a sopraffare la resistenza dell'Armata Rossa. Sorpreso dalla controffensiva sovietica del novembre 1942, rimase accerchiato con la sua armata nella sacca di Stalingrado; dopo una lunga e tenace resistenza senza adeguati rifornimenti e in pieno inverno, la 6ª Armata venne completamente distrutta. Paulus si arrese con il suo stato maggiore il 31 gennaio 1943 e venne fatto prigioniero dai sovietici.
Paulus si dimostrò un abile e preparato ufficiale, idoneo al lavoro di pianificazione e di organizzazione e capace di progettare e dirigere ampie manovre offensive con truppe corazzate; tuttavia la sua condotta rigidamente aderente agli ordini superiori e alcune sue decisioni e incertezze durante la battaglia di Stalingrado, che travolse il suo comando e le sue truppe, lo hanno esposto a numerose critiche e rimangono oggetto di valutazioni ampiamente contrastanti da parte di storici e specialisti.

## Biografia

### Origini e inizio della carriera militare
Figlio di un contabile, cercò senza riuscirvi di diventare cadetto della Marina imperiale tedesca, e per breve tempo studiò legge all'Università di Marburgo. Decise quindi di lasciare l'università e si arruolò nel 111º Reggimento di fanteria, come ufficiale cadetto, nel 1910. Il 4 luglio 1912 sposò la baronessa Costanza Elena Rosetti-Solescu, un'aristocratica romena.
Allo scoppio della prima guerra mondiale, il reggimento di Paulus prese parte all'invasione della Francia, entrando in azione nei Vosgi e attorno ad Arras, nell'autunno del 1914. Dopo una licenza per malattia, Paulus entrò negli Jäger Alpenkorps come ufficiale di stato maggiore, prestando servizio in Serbia, in Macedonia e in Francia, dove prese parte ai combattimenti di Verdun. Alla fine della guerra raggiunse il grado di capitano.
Il capitano Paulus rimase in servizio nella nuova Reichswehr che venne costituita a seguito del trattato di Versailles e venne assegnato al 13º Reggimento di fanteria di stanza a Stoccarda, come comandante della compagnia fucilieri. Prestò servizio con diversi incarichi nello Stato Maggiore per oltre un decennio (1921-1933), quindi comandò per breve tempo una brigata motorizzata (1934-1935) prima di essere nominato il 1º giugno 1935 capo di stato maggiore del comando delle truppe motorizzate, guidato dal generale Oswald Lutz, incaricato di studiare l'equipaggiamento e le tattiche delle nuove forze corazzate tedesche. In questo incarico ebbe modo di conoscere a fondo e contribuire a sviluppare le nuove tecniche di guerra con mezzi corazzati e di venire a contatto con alcuni ufficiali esperti della nuova arma, tra cui Heinz Guderian, Walther Nehring, Walther Wenck.

### Seconda guerra mondiale
Il 1º gennaio 1939, Friedrich Paulus, in quel momento capo di stato maggiore del 16º Corpo d'armata (motorizzato) del generale Erich Hoepner, venne promosso maggiore generale e il 26 agosto dello stesso anno, alla vigilia dell'attacco alla Polonia, divenne capo di stato maggiore della 10ª Armata alle dipendenze del generale Walter von Reichenau. Dotato di intelligenza analitica, disciplinato, riservato, metodico, esperto di tattica e strategia, Paulus lavorò con pieno successo in collaborazione con l'eccentrico e aggressivo generale von Reichenau. Dopo la rapida vittoria in Polonia la 10ª Armata venne trasferita sul fronte occidentale dove, rinumerata come 6ª Armata, contribuì in modo decisivo alla conquista del Belgio e della Francia. Il generale Paulus svolse coscienziosamente e con efficienza i suoi compiti di stato maggiore e prese parte alle trattative di resa del Belgio con la delegazione tedesca.

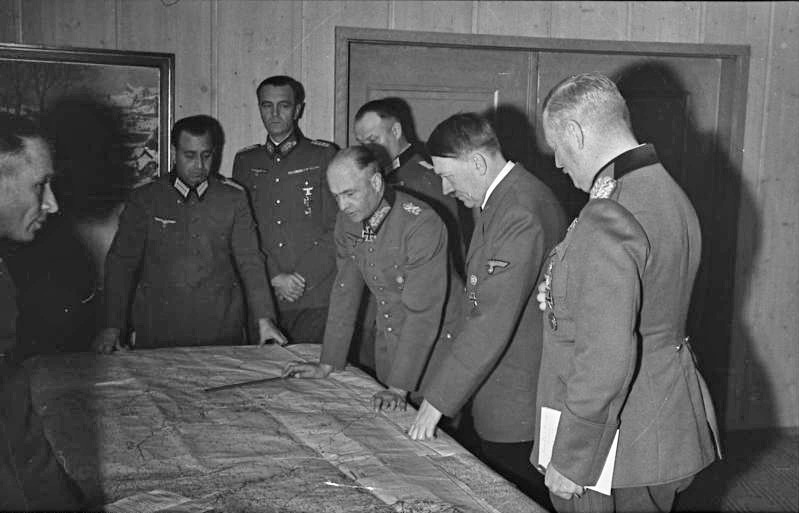
Il generale Paulus, al centro in secondo piano, assiste a una conferenza con Adolf Hitler durante l'operazione Barbarossa; si riconoscono il colonnello Walter Warlimont (alla destra di Paulus), il feldmaresciallo Walther von Brauchitsch (a fianco di Hitler), il feldmaresciallo Wilhelm Keitel (sulla destra della foto, di spalle)

Altamente stimato nell'esercito e considerato, insieme con il generale Erich von Manstein, uno degli ufficiali della giovane generazione più preparati e abili nel campo operativo e tattico, Paulus venne scelto nella tarda estate del 1940 dal generale Franz Halder, capo di stato maggiore generale dell'esercito tedesco, come intendente generale e suo principale collaboratore. In questa altissima carica, la terza per importanza nell'esercito, il generale Paulus, che sviluppò un rapporto di calorosa e proficua collaborazione con Halder, svolse un importante lavoro di pianificazione nel corso della stesura del progetto di attacco all'Unione Sovietica (operazione Barbarossa).
Prima dell'offensiva all'Est, Paulus svolse anche un lavoro diplomatico e di consulenza tecnica durante le trattative con la Finlandia e con l'Ungheria per ottenere la collaborazione di questi due Paesi nell'attacco all'URSS; inoltre il generale venne inviato nell'aprile 1941 in Africa settentrionale per valutare la situazione dell'Afrikakorps del generale Erwin Rommel e riferire al generale Halder. Paulus, che conosceva bene il generale Rommel di cui era stato compagno nel 13º reggimento di fanteria a Stoccarda, svolse il suo compito con tatto anche se in privato criticò il comandante dell'Afrikakorps e rilevò gli errori tattici di Rommel a Tobruk, la sua imprudenza e la sua sottovalutazione del problema dei rifornimenti.
Durante l'operazione Barbarossa, Paulus, promosso tenente generale, svolse un faticoso lavoro di stato maggiore nel quartier generale dell'esercito alle dipendenze del generale Halder e in alcune circostanze venne inviato sul campo di battaglia per conferire con i comandanti e riportare le valutazioni dello stato maggiore generale; in particolare convenne con Halder sulla priorità da accordare all'attacco diretto su Mosca, opzione operativa che venne però respinta da Adolf Hitler. Nell'agosto 1941 si recò nel settore meridionale del fronte ed ebbe modo di rivedere i soldati e gli ufficiali della 6ª Armata e di incontrare il feldmaresciallo von Reichenau.
Il 5 gennaio 1942 Paulus venne promosso generale delle truppe corazzate e nominato inaspettatamente comandante della potente 6ª Armata nel settore meridionale del fronte orientale. La nomina del generale Paulus, che non aveva mai comandato sul campo di battaglia divisioni o corpi d'armata, venne caldeggiata dal generale Halder e dal feldmaresciallo von Reichenau che era stato promosso al comando del Gruppo d'armate Sud al posto del feldmaresciallo Gerd von Rundstedt; incominciava così la fase più drammatica e controversa della sua vita militare.
Dotato di grande preparazione professionale, esperto di pianificazione e del lavoro di stato maggiore, organizzatore e stratega minuzioso e previdente, profondo conoscitore della tecnica della guerra con mezzi corazzati, Friedrich Paulus, pur se inesperto del comando diretto sul campo, sembrava adatto alla guida della sua vecchia armata, punta di diamante della prevista nuova offensiva tedesca in Unione Sovietica nell'estate 1942 (operazione Blu), nonostante i dubbi di alcuni ufficiali all'interno della Wehrmacht sulla sua forza di carattere e sulla sua risolutezza ed energia.

### Al comando della 6ª Armata
(Frasi contenute nell'ordine operativo diramato ai comandi subordinati dal generale Friedrich Paulus il 19 agosto 1942 alla vigilia dell'ultima fase dell'avanzata verso Stalingrado)
Il generale Paulus, dopo aver incominciato il suo periodo di comando con qualche difficoltà durante una serie di dure battaglie difensive nell'inverno 1941-1942 nel settore di Izjum, nella primavera 1942 guidò con efficacia la 6ª Armata, la più potente dell'intero esercito tedesco, costituita nei vari periodi da 4-5 corpi d'armata, 10-15 esperte divisioni di fanteria e 5-6 eccellenti divisioni corazzate o motorizzate, durante gli aspri combattimenti nel settore meridionale e partecipò brillantemente alla grande vittoria tedesca nella seconda battaglia di Char'kov (12-28 maggio 1942).

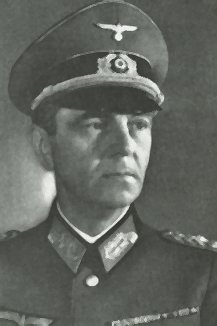
Friedrich Paulus

Dopo alcune difficoltà iniziali dovute al violento attacco sovietico, Paulus seppe padroneggiare correttamente la situazione, obbedì all'ordine dell'OKH e di Hitler di non ripiegare e contribuì in modo decisivo alla controffensiva tedesca con l'accerchiamento e la distruzione di tre armate sovietiche. I soldati della 6ª Armata catturarono oltre 100 000 prigionieri. Il generale Paulus fu lodato dagli alti comandi per la sua preparazione professionale e gli venne assegnata la prestigiosa Croce di cavaliere della Croce di ferro; il meticoloso stratega divenne uno dei beniamini di Hitler e della propaganda del Reich anche per le sue origini non nobiliari; il generale a sua volta sembrò apprezzare la logica e l'acutezza delle decisioni dell'Alto Comando e del Führer durante la crisi di Char'kov, in un primo tempo non condivise dal feldmaresciallo Fedor von Bock e dallo stesso Paulus.
Il 30 giugno Paulus diede inizio all'offensiva generale della sua armata nel quadro dell'operazione Blu (Blau); nonostante direttive abbastanza confuse e frequenti modifiche operative, il generale ottenne una serie di vittorie e l'avanzata dei suoi soldati proseguì apparentemente inarrestabile; alla metà di luglio la 6ª Armata era nella grande ansa del Don e per la prima volta si avvicinava a Stalingrado, la "città fatale" che avrebbe segnato il suo destino e quello del suo comandante. Il compito di Paulus era raggiungere e conquistare la città, sbarrando così il Volga e assicurando le spalle al raggruppamento tedesco che marciava contemporaneamente sul Caucaso.
Durante le prime fasi della battaglia, la condotta e le manovre del generale Paulus furono militarmente precise ed efficaci; impiegando correttamente le sue Panzer-Divisionen, il comandante della 6ª Armata, pur intralciato dall'aspra resistenza sovietica e da carenze nei rifornimenti di carburante, riuscì ad accerchiare le forze nemiche; le truppe sovietiche vennero in parte distrutte a ovest del Don nella battaglia di Kalač, vennero costituite teste di ponte sul fiume, si organizzò la marcia diretta sul Volga.
In questo periodo le preoccupazioni di Paulus erano principalmente legate alla scarsezza dei rifornimenti e alla debolezza del suo fianco sinistro protetto solo dalle truppe degli alleati rumeni e italiani; ma dai suoi ordini operativi alle truppe, diramati il 19 agosto 1942 prima della marcia finale su Stalingrado, sembra trasparire un certo ottimismo e la fiducia in un possibile crollo sovietico.

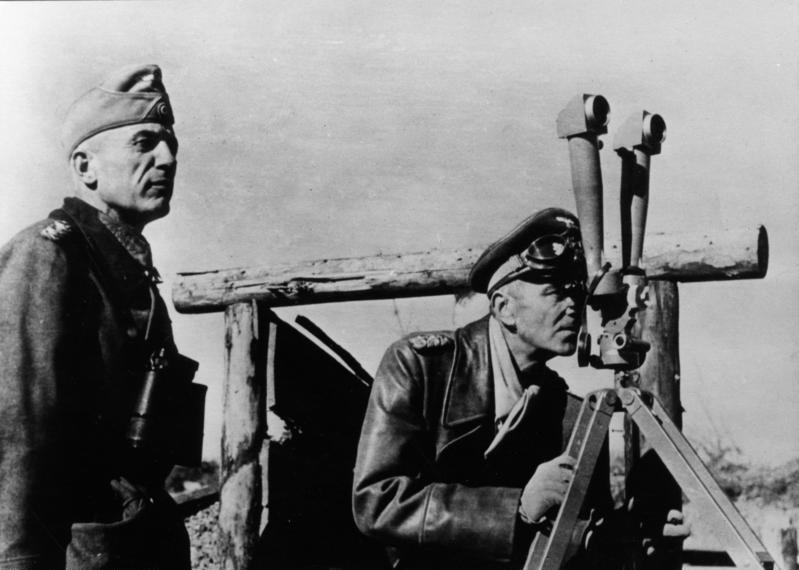
Paulus e il generale Walther von Seydlitz-Kurzbach osservano il profilo di Stalingrado

Il 23 agosto i suoi Panzer raggiungevano audacemente il Volga a nord della città, ma l'euforia iniziale svanì subito; invece di crollare i sovietici contrattaccarono da sud e da nord, l'avanzata fu subito bloccata, la battaglia divenne molto dura. Il piano di Paulus per conquistare la grande città sul Volga era militarmente classico: un'avanzata frontale da ovest verso est per ributtare i russi nel fiume, dopo aver isolato la città da nord (con i panzer del generale Hans-Valentin Hube) e da sud (con l'imminente arrivo dei rinforzi del generale Hermann Hoth). Egli prevedeva di raggiungere il Volga in più punti, di frazionare le difese nemiche in sacche separate e di isolarle dalla riva est del fiume.
Il 12 settembre 1942 durante colloqui con Hitler e von Weichs (comandante del Gruppo d'Armate) al Quartier generale di Vinnica, Paulus descrisse la situazione in termini freddi, realistici ma abbastanza ottimistici; si parlò delle altre operazioni da effettuare dopo la conquista definitiva della città e si previde di ottenere la vittoria in dieci giorni.
Il 13 settembre il generale Paulus sferrò il suo primo attacco in forze contro Stalingrado: sarebbe stato l'inizio di due mesi di continui e violenti scontri a distanza ravvicinata, strada per strada e casa per casa. Durante questi due mesi Paulus cercò tenacemente di schiacciare la resistenza della 62ª Armata sovietica; sferrò almeno tre offensive in grande stile, riuscì progressivamente a conquistare gran parte della città, raggiunse il Volga in tre punti e isolò le ultime sacche di resistenza sovietica che alla data del 19 novembre si riducevano a poche centinaia di metri sulla riva occidentale del Volga, ma non riuscì a ottenere l'attesa vittoria decisiva né a spegnere la volontà combattiva del nemico, sempre abbarbicato alle residue rovine di Stalingrado.
Le gravi perdite subite di uomini e mezzi, l'esaurimento delle truppe, le preoccupazioni per l'avvicinarsi dell'inverno e per i pericoli di una controffensiva sovietica alle sue spalle, minarono la resistenza fisica e psichica del generale che era afflitto da un vistoso tic all'occhio sinistro che deformò il suo volto e da una gastroenterite nervosa. Nonostante la propaganda nazista e l'ottimismo e la sicurezza del Führer, la situazione di Paulus stava diventando più difficile con il trascorrere del tempo. Le sue richieste di massicci rinforzi di fanteria non furono esaudite, a parte pochi battaglioni di pionieri d'assalto, l'esasperazione e la stanchezza dei suoi soldati aumentava, il nemico era inaccessibile allo scoraggiamento e stava evidentemente rafforzandosi.

### La catastrofe
(Affermazione del feldmaresciallo Paulus contenuta nel suo libro di memorie)
Il 19 novembre 1942 ebbe inizio l'offensiva sovietica, la cosiddetta operazione Urano, che in pochi giorni avrebbe accerchiato il generale Paulus e la sua 6ª Armata nella sacca di Stalingrado, segnando il destino del generale, dei suoi uomini e della stessa Germania nazista. Paulus, dopo un'iniziale sottovalutazione del pericolo, richiese immediatamente libertà d'azione per eventualmente sganciare le sue truppe da Stalingrado e ripiegare. L'ordine tassativo di Hitler del 24 novembre, al contrario, proibiva qualsiasi ritirata, ordinava la costituzione di un fronte di accerchiamento in tutte le direzioni e la resistenza a oltranza in attesa del soccorso dall'esterno. I rifornimenti sarebbero arrivati per via aerea.

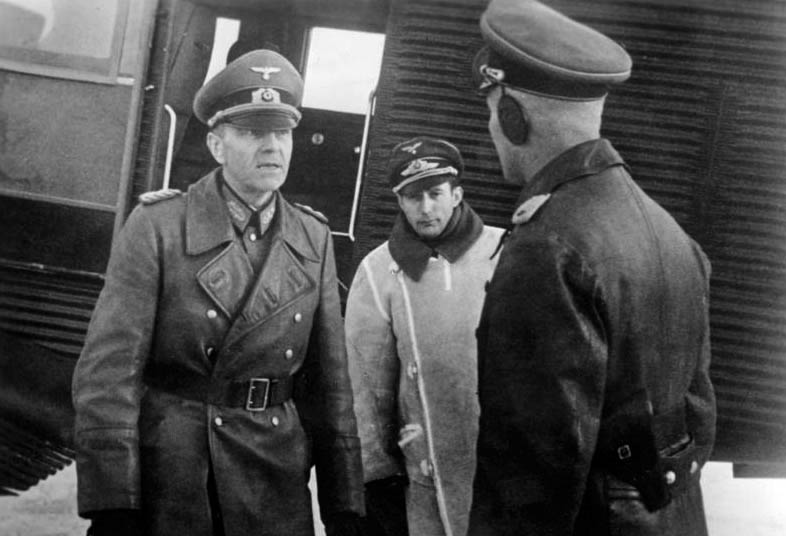
Il generale Paulus durante il periodo di comando della 6ª Armata sul fronte orientale

Per due mesi Paulus avrebbe seguito sempre fedelmente gli ordini di Hitler, organizzando la difesa circolare a oltranza nella cosiddetta "Fortezza Stalingrado", rinunciando a un ultimo tentativo di sortita alla fine di dicembre per andare incontro alle truppe corazzate del generale Hermann Hoth fermate a cinquanta chilometri dalla sacca, la cosiddetta operazione Donnerschlag, "Colpo di Tuono"; poi rifiutando l'ultimatum di resa dei sovietici ai primi di gennaio e infine combattendo fino all'ultimo in nome della Germania nazista. L'agonia della 6ª Armata e del colonnello generale Friedrich Paulus, promosso in extremis feldmaresciallo da Hitler per galvanizzarne il declinante morale e anche come tacito invito al suicidio, sarebbe terminata il 2 febbraio 1943 con la cessazione dei combattimenti e la distruzione completa delle forze tedesche accerchiate.
La presunta incapacità o la mancata volontà di Paulus di salvare i suoi uomini, rifiutandosi di prendere una decisione contraria al volere di Hitler per districare l'armata da una posizione indifendibile, lo ha posto in una parte della critica storica spesso sotto una luce sfavorevole. In realtà le questioni da analizzare in dettaglio per interpretarne il comportamento, la personalità e anche gli eventuali errori sono molti e complessi, incominciando già con una valutazione del suo comportamento durante la fase offensiva della battaglia di Stalingrado.
In sintesi le critiche principali rivolte al generale Paulus possono essere così riassunte:
1. Aver condotto la fase offensiva contro la città in modo prevedibile con una serie di attacchi frontali, contando troppo sulla sua superiore potenza di fuoco, senza cercare di isolare dal fiume i difensori sovietici[32].
2. Aver guidato i suoi uomini in modo troppo distaccato e con insufficiente determinazione, senza aver iniettato nei comandi la necessaria energia, indice di un suo pessimismo di fondo e di mancanza di fiducia in sé stesso. Questa critica veniva soprattutto dal generale della Luftwaffe Wolfram von Richthofen[33].
3. Essersi disinteressato della situazione sui suoi fianchi e non aver predisposto idonee riserve per contrastare eventuali nuovi pericoli[34].
4. Non aver reagito subito alle notizie della controffensiva sovietica di cui evidentemente egli non ebbe subito la giusta percezione riguardo agli scopi e agli obiettivi[35].
5. Non aver ripiegato di propria iniziativa alle prime notizie dell'accerchiamento, senza attendere l'autorizzazione di Hitler[36].
6. Non aver organizzato la difesa in modo spietato, razionando le vettovaglie senza curarsi dei malati e dei feriti e galvanizzando le truppe. Questa critica veniva soprattutto da Hitler, Hermann Göring e l'entourage nazista[37]
7. Non aver eseguito l'operazione Donnerschlag ("Colpo di Tuono") alla fine di dicembre che ormai sola avrebbe potuto salvare almeno una parte delle truppe[38].
8. Non aver accettato l'invito alla resa sovietico e aver condotto la battaglia fino alla fine secondo le indicazioni di Hitler[39].
9. Aver proclamato fino all'ultimo la sua fiducia in Hitler e nella Germania nazista[40].
10. Non aver formalmente sancito la resa della sua armata, prendendosi tutte le sue responsabilità di generale comandante, ed essersi invece limitato ad arrendersi a "titolo personale".

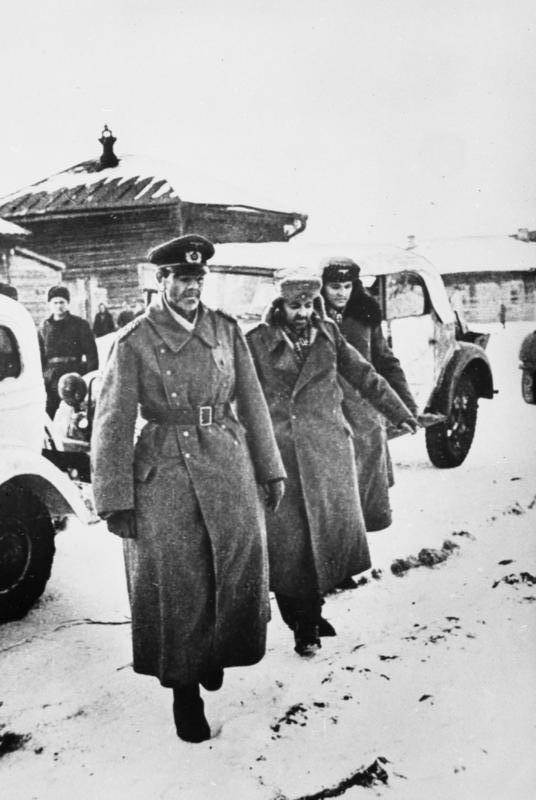
La resa a Stalingrado, il feldmaresciallo Paulus si consegna prigioniero al termine della battaglia il 30 gennaio 1943. Alla sua sinistra il capo di stato maggiore della 6ª Armata, generale Arthur Schmidt.

A queste critiche sono stati contrapposti numerosi argomenti giustificativi:
1. La condotta da parte di Paulus della battaglia nella città era praticamente obbligata visti i suoi mezzi, gli ordini tassativi di Hitler, e la posizione geografica di Stalingrado; un attraversamento immediato del Volga, largo alcuni chilometri, era tecnicamente difficile; inoltre Stalin e lo Stavka avevano predisposto difese anche sulla riva orientale del fiume[41]. In realtà i tedeschi avrebbero potuto ottenere la vittoria solo nel caso di un crollo morale dei difensori sovietici, che non si verificò mai, oppure nel caso di un'interruzione del collegamento della 62ª Armata attraverso il fiume, che si rivelò impossibile con i mezzi a disposizione[42].
2. La personalità di Paulus era quella di un freddo professionista della guerra e non di un rude trascinatore; in realtà egli condusse la battaglia dal suo quartier generale (ma non mancavano sue visite in prima linea) con tenacia e ostinazione pur essendo preoccupato e dubbioso sui risultati della estenuante battaglia[43]. Il generale non mancava di energia, destituì bruscamente i generali Gustav von Wietersheim e Viktor von Schwedler che proponevano una ritirata, e mantenne la fiducia di Hitler[44]; si parlò di nominarlo, dopo la sua attesa vittoria a Stalingrado, al comando di un nuovo Gruppo d'Armate tedesco-rumeno "del Don" o addirittura di una sua sostituzione del feldmaresciallo Wilhelm Keitel o del generale Alfred Jodl all'OKW[45].
3. La sua mancata organizzazione di riserve mobili sul Don derivava dagli ordini di Hitler per accelerare al massimo la conquista di Stalingrado e forse anche dalla sua sottovalutazione delle possibilità operative sovietiche; del resto fino a quel momento egli era riuscito a respingere con perdite tutti i contrattacchi russi nel corridoio Don-Volga. Inoltre anche tutti gli altri comandanti tedeschi da Hitler fino a Göring, al feldmaresciallo Keitel e ai generali von Richthofen, Kurt Zeitzler e Maximilian von Weichs, erano piuttosto scettici sulle capacità offensive a grande raggio dei sovietici[46].
4. Un ripiegamento immediato, tra il 22 e il 25 novembre 1942, sarebbe stata probabilmente la decisione migliore da prendere, ma questa valutazione post-factum presuppone un pessimismo da parte del generale Paulus sulle possibilità dell'esercito tedesco di venire in suo aiuto che in quella fase ben pochi avevano. Egli si affidò troppo al giudizio di Hitler che venne condiviso inizialmente anche da un comandante prestigioso come il feldmaresciallo Erich von Manstein; Paulus eseguì gli ordini superiori consapevole di non avere una completa conoscenza della situazione generale e quindi non ritenne opportuno eseguire un'operazione contraria agli ordini ricevuti e dagli esiti imprevedibili non solo per le sue truppe ma anche per l'intero schieramento tedesco[47].
5. L'operazione Donnerschlag alla fine di dicembre era ormai straordinariamente difficile e quasi sicuramente destinata al disastro, le perdite sarebbero state alte e solo una parte delle truppe si sarebbe salvata; del resto Hitler era assolutamente contrario a questa manovra e lo stesso feldmaresciallo von Manstein non si assunse la responsabilità formale di ordinare l'operazione, scaricando tutto il peso della decisione finale su Paulus i cui nervi, in questa fase, erano ormai molto scossi[48]. Fino alla fine egli incolpò della catastrofe non la decisione di consentire l'accerchiamento, ma le disattese promesse di un rifornimento aereo che avrebbero potuto permettere di prolungare e rafforzare la difesa[49].
6. L'ultimatum dell'8 gennaio 1943 non venne accettato da Paulus a causa della sua errata comprensione della situazione senza speranza dell'armata; il generale venne infatti tenuto all'oscuro dal feldmaresciallo von Manstein delle notizie più catastrofiche del fronte e anche della definitiva rinuncia a venire in suo soccorso. Paulus inoltre era anche convinto, in accordo con le valutazioni di Hitler e di von Manstein, dell'importanza strategica di una resistenza prolungata della 6ª Armata per agganciare il massimo di forze sovietiche[50].
7. Secondo gli ordini di Hitler di evitare una resa formale generale, egli si limitò a consegnarsi ai sovietici senza cerimonie e senza documenti storici; la sua delusa disperazione si palesò col rifiuto di incarnare con il suicidio la parte del comandante nazista fedele fino alla fine a Hitler e con la condivisione, insieme agli altri generali, dell'umiliante prigionia insieme ai soldati[51][52].

### Una figura controversa

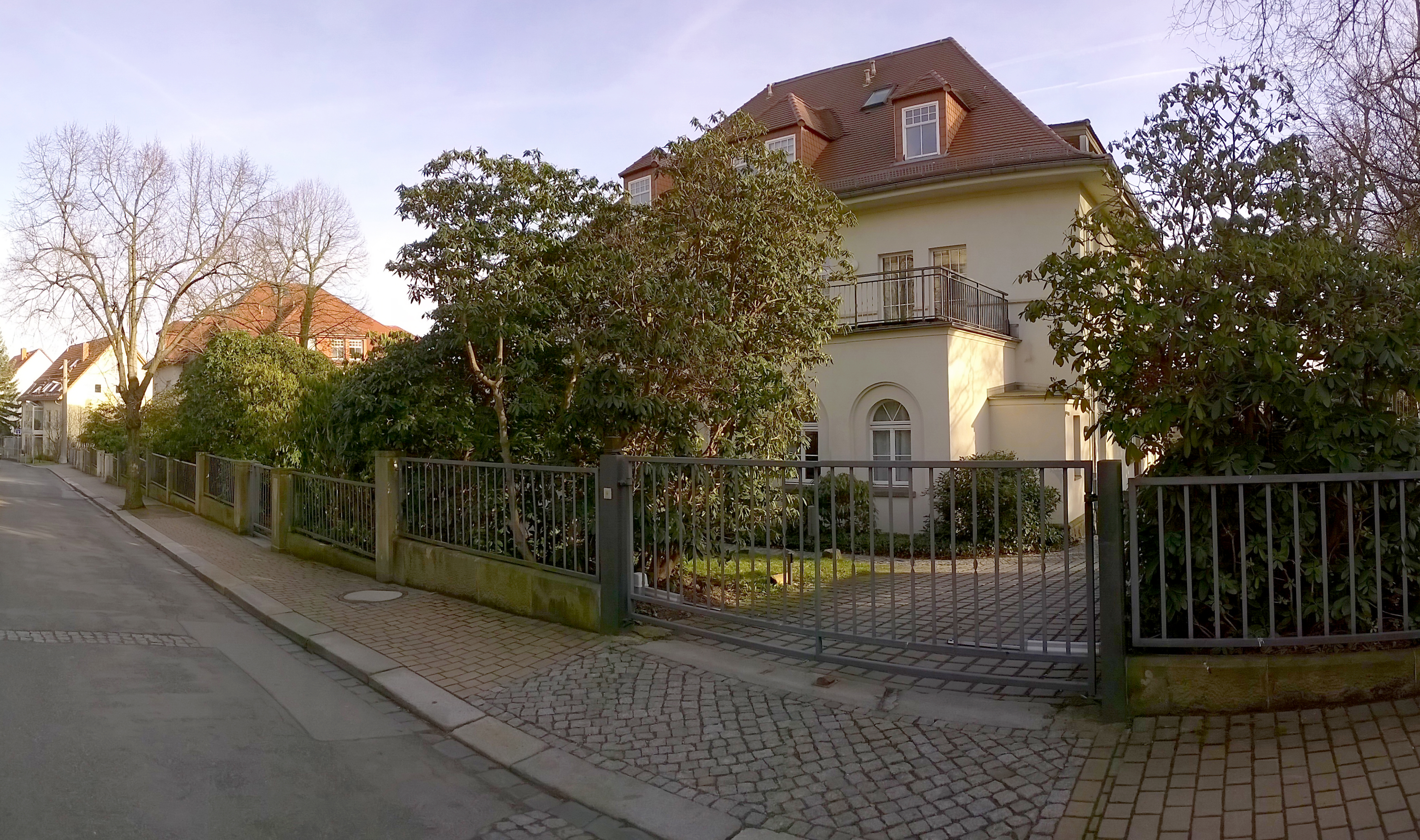
Villa e residenza del feldmaresciallo Friedrich Wilhelm Ernst Paulus a Dresda Oberloschwitz

Mentre era prigioniero dei sovietici, Paulus divenne una voce critica del regime nazista, unendosi al "Comitato nazionale per la Germania Libera", organizzato su sollecitazione dell'URSS, e appellandosi ai soldati tedeschi perché si arrendessero. In seguito fu testimone dell'accusa al processo di Norimberga. Venne rilasciato nel 1953, e si stabilì a Dresda, nella Germania Est.

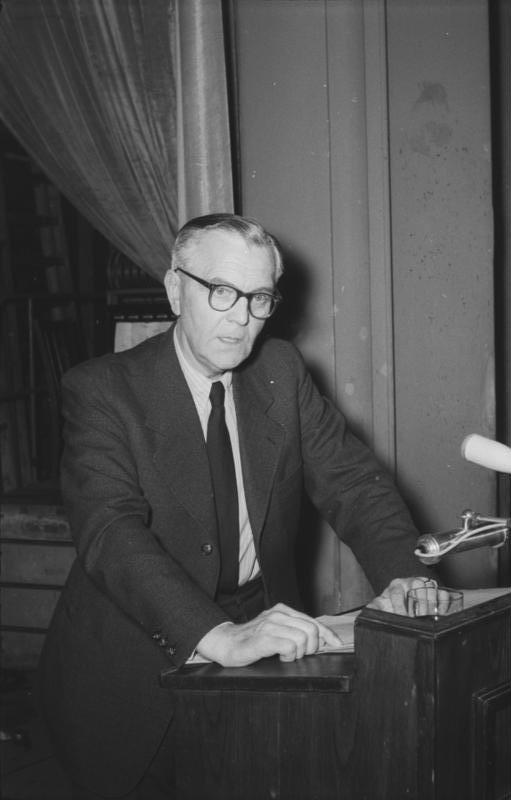
Il feldmaresciallo Paulus nel 1954 durante una conferenza a Berlino

Paulus rimane una figura storica controversa per la sua mancata opposizione al nazismo, per le decisioni operative prese durante l'accerchiamento della sua armata e per la sua successiva adesione al movimento di opposizione antinazista dei generali tedeschi prigionieri in Unione Sovietica. In realtà Paulus si mantenne sempre distaccato dalle implicazioni politiche della guerra e non fu né nazionalsocialista né antinazista, cercando di limitarsi a un ruolo di tecnico della guerra, professionale ed estraneo alle esasperazioni ideologiche della "guerra d'annientamento" all'Europa orientale. Pur apparendo un fedele seguace di Hitler e pur proclamando ripetutamente nei suoi ordini del giorno alle truppe l'adesione al Terzo Reich, si dimostrò in pratica alieno da estremismi e non applicò, come comandante della 6ª Armata, le disposizioni contenute nel cosiddetto "ordine dei commissari", che prevedeva l'immediata fucilazione dei commissari politici dell'Armata Rossa, e annullò anche la spietata direttiva emanata dal suo predecessore von Reichenau il 10 ottobre 1941, che ordinava la massima durezza nei confronti delle "razze inferiori" slave e soprattutto degli ebrei.
Sulle qualità di generale e di comandante di Paulus la storiografia presenta giudizi ancora ampiamente discordanti: il britannico Martin Middlebrook ha scritto di una sua mancanza di carisma, e ne ha criticato l'indecisione e la scarsa iniziativa di fronte alla situazione venutasi a creare a Stalingrado, mentre il francese Raymond Cartier, pur ritenendo Paulus ufficiale preparato e laborioso, attribuisce al carattere indeciso e alla mancanza di dinamismo del generale l'esito catastrofico della battaglia sul Volga. Altri storici hanno giudicato in modo più favorevole le qualità e l'operato di Paulus: lo storico francese Henri Michel ne sottolinea le brillanti qualità di tattico, la coscienziosità, la preparazione, la prudenza, e nega una sua mancanza di carattere, pur evidenziando la sua stretta osservanza agli ordini superiori; il biografo tedesco Walter Görlitz ne loda le qualità di intelligenza, la preparazione tecnica, la stoica capacità di sopportazione; lo storico tedesco Bernd Wegner riduce di molto le responsabilità di Paulus nella disfatta a Stalingrado, conseguenza a suo avviso di un fallimento globale della macchina militare tedesca e delle decisioni prese al vertice da Hitler e dai suoi generali.
Joachim Wieder analizza in profondità nella sua opera in parte autobiografica dedicata alla battaglia di Stalingrado, la personalità e il comportamento di Paulus; egli riconosce le "eccezionali conoscenze tecniche" del generale, la sua onestà e le notevoli capacità "nell'espletamento degli incarichi operativi" ma evidenzia la sua mancanza di esperienza e di energia nella guida di reparti di prima linea. Wieder soprattutto critica il comportamento passivo del generale nell'ultima parte della battaglia, la sua mancanza di coraggio morale e la sua obbedienza fino all'ultimo agli ordini di Hitler secondo una tradizionale filosofia del dovere e della disciplina in quelle circostanze fatalmente errata; lo scrittore tedesco peraltro ammette che Paulus, unico tra i grandi capi tedeschi di Stalingrado, riconobbe gli errori e si assunse interamente le sue responsabilità dirette nella catastrofe.
Friedrich Paulus morì, a causa della SLA da cui era stato colpito nel 1956, a Dresda dove era diventato direttore dell'ufficio storico dell'esercito. Durante la breve e dolorosa malattia, secondo il suo biografo Walter Görlitz, Paulus mostrò per l'ultima volta coraggio e calma, come aveva fatto durante tutta la sua carriera militare.